# HSG Nordhorn-Lingen
Pour les articles homonymes, voir HSG.
Maillots
Dernière mise à jour : 8 juillet 2022.
Le Handballspielgemeinschaft Nordhorn-Lingen ou HSG Nordhorn-Lingen est un club allemand de handball situé dans les villes de Nordhorn et de Lingen en Basse-Saxe. Il évolue en 2. Bundesliga depuis la saison 2022-2023.

## Historique
Le HSG Nordhorn résulte de la fusion des sections handball de deux clubs locaux, le TV Sparta Nordhorn et l'Eintracht Nordhorn. Le club évolue d'abord dans les championnats régionaux avant de monter en 2. Bundesliga en 1993. Il manque l'accession de peu en 1996 et 1998, et finit par atteindre la 1. Bundesliga en 1999. Pendant neuf saisons, il se classe régulièrement dans la première moitié du tableau et finit même deuxième en 2002, à un seul point derrière le THW Kiel. Il remporte la Coupe de l'EHF (C3) en 2008. Cette même année, il change de dénomination et devient HSG Nordhorn-Lingen. En février 2009, le club est mis en liquidation judiciaire et relégué en deuxième division malgré une huitième place finale. Malgré tout, le club parvient à atteindre la finale de la Coupe des vainqueurs de coupe (C2), étant battu par le BM Valladolid.
Relégué en 2. Bundesliga, le club y évolue jusqu'en 2019 où grâce à une deuxième il retrouve, vingt après sa première accession, l'élite allemande. Malgré sa dernière place en 2020, le club est maintenu après que le championnat ait été arrêté en conséquence de la pandémie de Covid-19. Le couperet tombe la saison suivante et le club retrouve la 2. Bundesliga.

## Palmarès
Compétitions internationales
- Vainqueur de la Coupe de l'EHF (C3) en 2008
- finaliste de la Coupe des vainqueurs de coupe en 2009

Compétitions nationales
- Vainqueur du Championnat d'Allemagne de D2 en 1999
  - Deuxième en 2019
- Deuxième du Championnat d'Allemagne en 2002

## Personnalités liées au club
Parmi les joueurs ayant évolué au club, on trouve :
- Robert Andersson (de) : de 1998 à 2003
- Jan Filip : de 2000 à 2008
- Jochen Fraatz (de) : de 1996 à 2001
- Peter Gentzel : de 2001 à 2009
- Holger Glandorf : de 1999 à 2009
- Frode Hagen (de) : de 1998 à 2002
- Torsten Jansen : de 2001 à 2003
- Daniel Kubeš : de 2006 à 2008
- Andreas Larsson : de 1999 à 2004
- Ola Lindgren : de 1998 à 2003
- Maricel Voinea : de 1994 à 1998
- Børge Lund : de 2006 à 2007
- Maik Machulla : de 2002 à 2010
- Erlend Mamelund : de 2007 à 2009
- Bjarte Myrhol : de 2006 à 2009
- Johan Petersson : de 1997 à 2002
- Dragan Škrbić : de 2000 à 2002, élu meilleur handballeur mondial de l'année en 2000
- Glenn Solberg : de 1997 à 2002
- Rastko Stojković : de 2006 à 2009
- Eliodor Voica : de 1995 à 1998
- Ljubomir Vranjes : de 2001 à 2006
- Steffen Weinhold : de 2007 à 2009

Parmi les entraîneurs, on trouve :

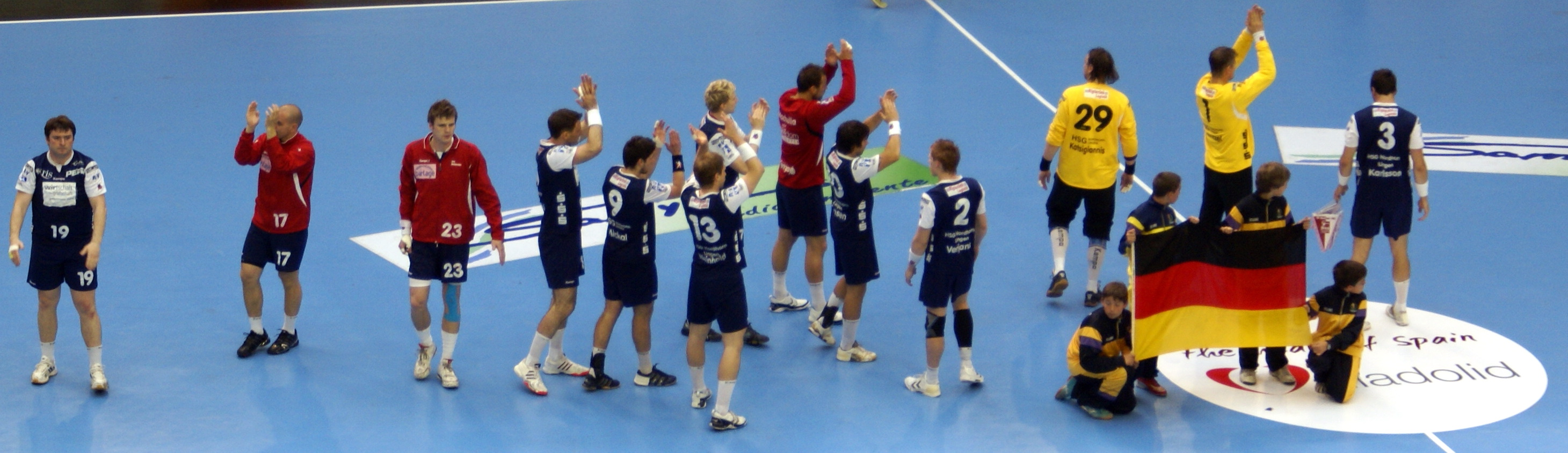
Le HSG Norhorn lors de la finale retour de la coupe d'Europe des coupes 2009.

- Ola Lindgren : de 2003 à 2009 
  -  Jochen Fraatz (de) : adjoint de 2003 à ?
- Daniel Kubeš : de 2020 à 2023
- Frank Schumann (de) : de 2023 à 2024
- Mark Bult : depuis 2024
  -  Frank Schumann (de) : adjoint depuis 2024